# Rawson (Dacota do Norte)
Rawson é uma cidade localizada no estado norte-americano de Dacota do Norte, no Condado de McKenzie.

## Demografia
Segundo o censo norte-americano de 2000, a sua população era de 6 habitantes.

## Geografia
De acordo com o United States Census Bureau tem uma área de
0,6 km², dos quais 0,6 km² cobertos por terra e 0,0 km² cobertos por água.

## Localidades na vizinhança
O diagrama seguinte representa as localidades num raio de 40 km ao redor de Rawson.